# Śmiechowice (Opole)
Śmiechowice (Duits: Moslach) is een dorp in de Poolse woiwodschap Opole. De plaats maakt deel uit van de gemeente Lubsza.